# Мазроль (Атлантические Пиренеи)
Мазро́ль (фр. Mazerolles) — коммуна во Франции, находится в регионе Аквитания. Департамент — Атлантические Пиренеи. Входит в состав кантона Арти-э-Пеи-де-Субестр. Округ коммуны — По.
Код INSEE коммуны — 64374.

## География

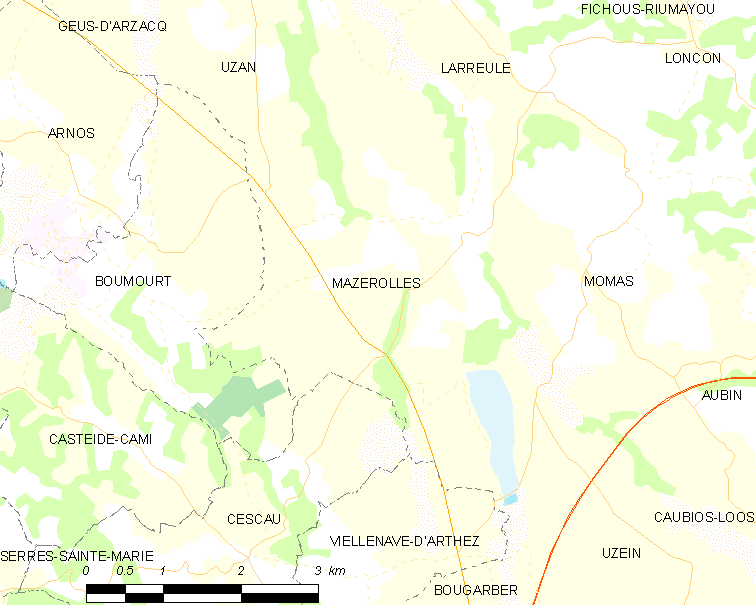
Карта коммуны

Коммуна расположена приблизительно в 640 км к югу от Парижа, в 155 км южнее Бордо, в 19 км к северо-западу от По.
По территории коммуны протекает река Люи-де-Беарн.

### Климат
Климат тёплый океанический. Зима мягкая, средняя температура января — от +5°С до +13°С, температуры ниже −10 °C бывают редко. Снег выпадает около 15 дней в году с ноября по апрель. Максимальная температура летом порядка 20-30 °C, выше 35 °C бывает очень редко. Количество осадков высокое, порядка 1100 мм в год. Характерна безветренная погода, сильные ветры очень редки.

## Население
Население коммуны на 2010 год составляло 1030 человек.
| 1962 | 1968 | 1975 | 1982 | 1990 | 1999 | 2010 |
| ---- | ---- | ---- | ---- | ---- | ---- | ---- |
| 450  | 442  | 453  | 522  | 643  | 752  | 1030 |

## Администрация
| Период | Период | Фамилия           | Партия | Примечания |
| ------ | ------ | ----------------- | ------ | ---------- |
| 1995   | 2020   | Жан-Леон Кондеран |        |            |

## Экономика
В 2010 году среди 639 человек трудоспособного возраста (15-64 лет) 507 были экономически активными, 132 — неактивными (показатель активности 79,3 %, в 1999 году было 74,1 %). Из 507 активных жителей работали 478 человек (244 мужчины и 234 женщины), безработных было 29 (14 мужчин и 15 женщин). Среди 132 неактивных 37 человек были учениками или студентами, 45 — пенсионерами, 50 были неактивными по другим причинам.

## Фотогалерея

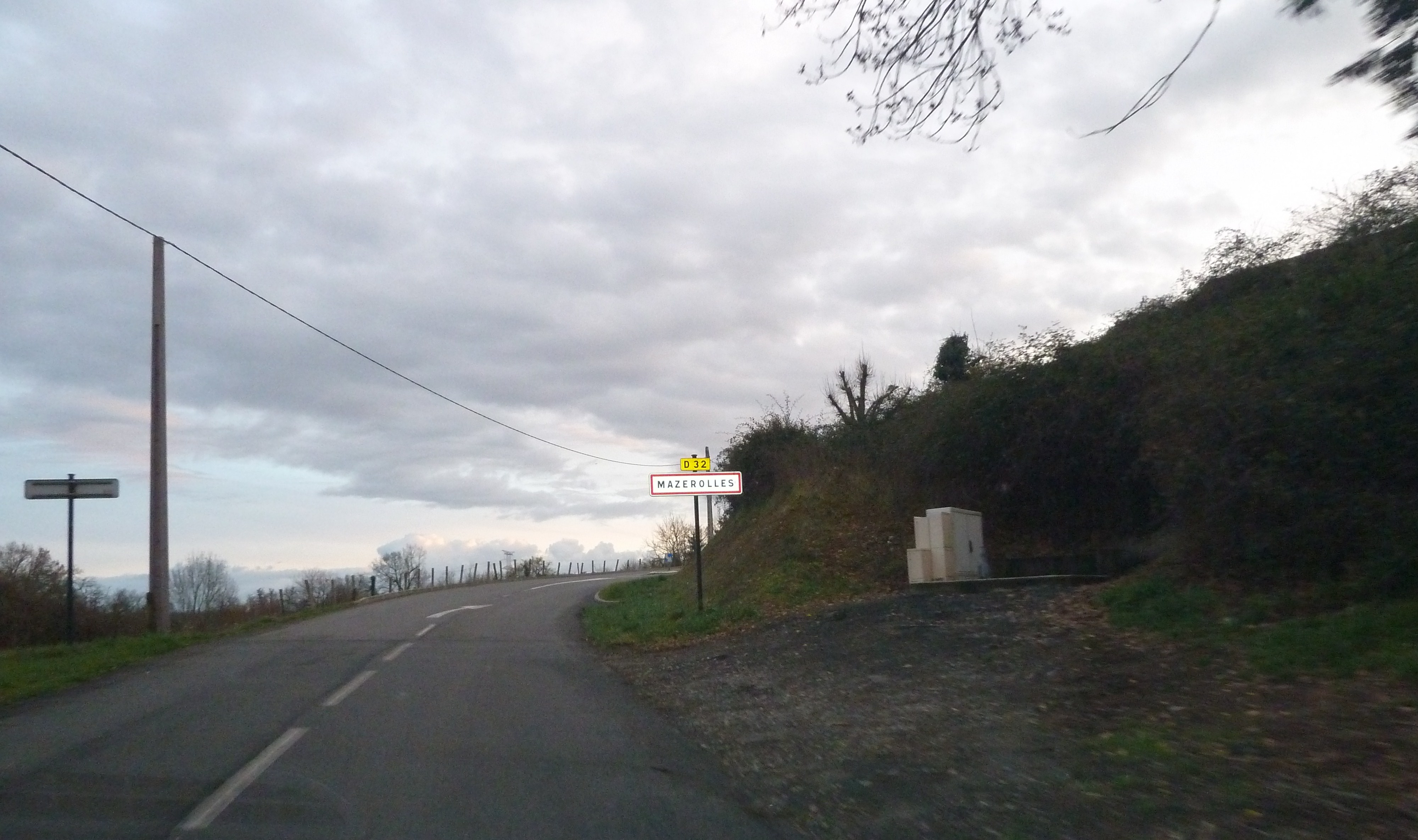
Въезд в Мазроль
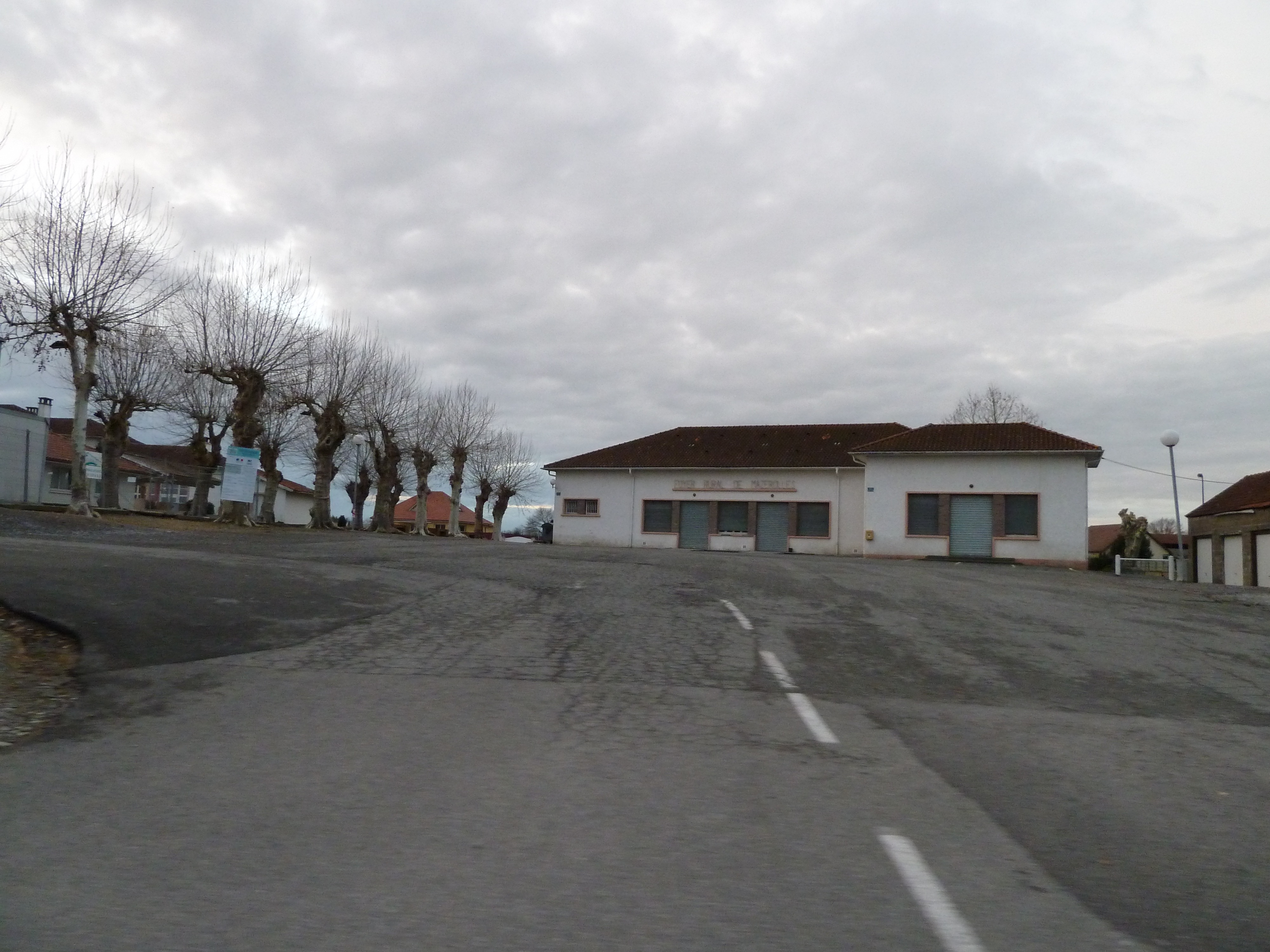
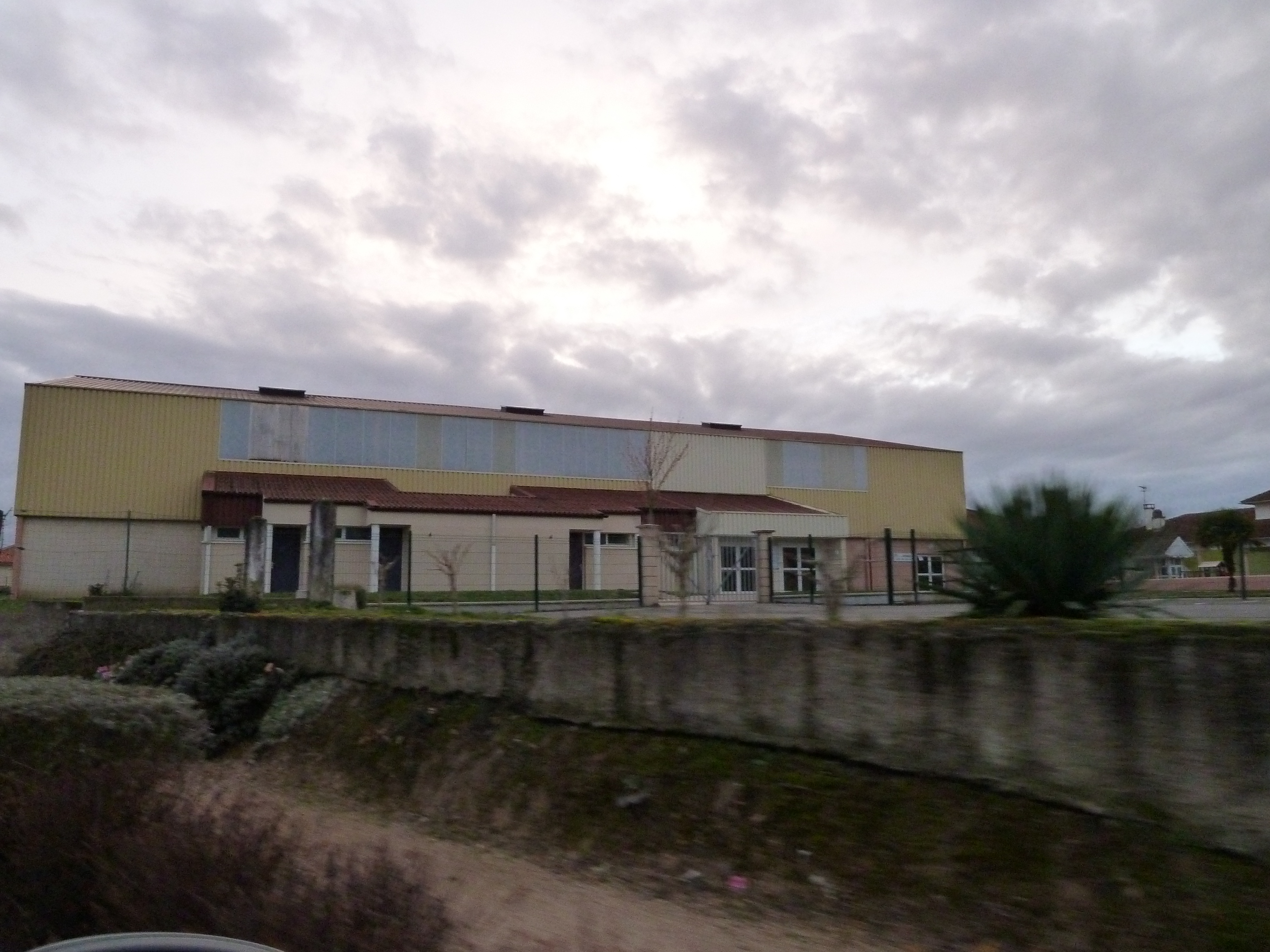
Зал
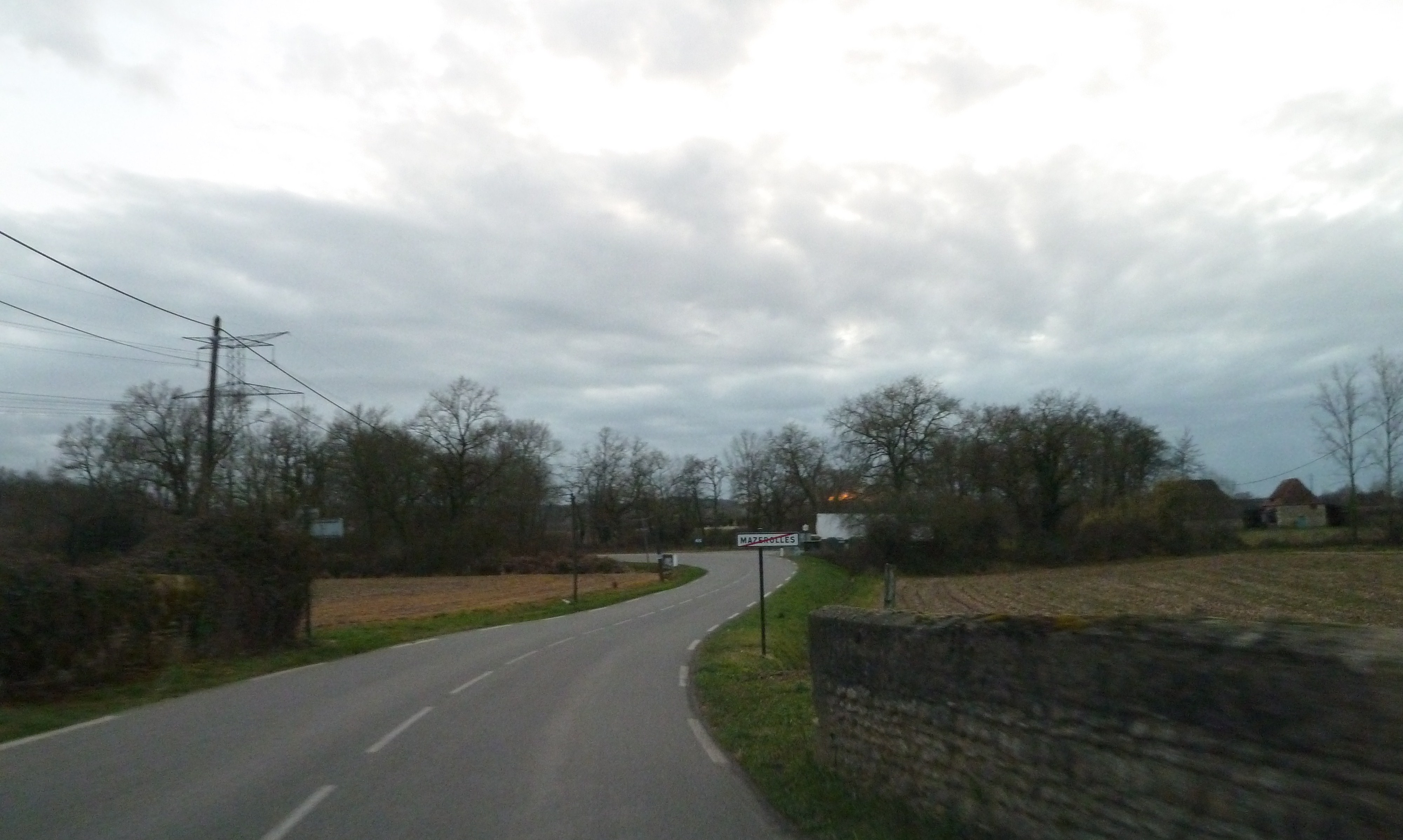
Выезд из Мазроль